# Hermann Sack (Politiker)
Hermann Sack (* 15. Januar 1898 in Peine; † 31. Oktober 1964 in Peine) war ein deutscher Politiker (SPD).
Sack war von Beruf Schuhmacher. Vom 9. Dezember 1946 bis zum 28. März 1947 war er Mitglied des ernannten Niedersächsischen Landtages.